# Yours Faithfully
A Yours Faithfully Rebbie Jackson amerikai énekesnő ötödik albuma és negyedik stúdióalbuma. Tíz évvel harmadik stúdióalbuma, az R U Tuff Enuff után jelent meg, öccse, Michael Jackson kiadójánál.
Az albumon szerepel Rebbie legnagyobb slágere, az 1984-ben megjelent Centipede is, eredeti változatában, valamint a Fly Away, amelyet Michael írt saját, 1987-es Bad albumára, de végül nem került fel rá (ebben Michael háttérvokálokat is énekel). Két másik feldolgozás a Spinners I Don’t Want to Lose You című dala, amit Rebbie a Men of Vizionnel énekel együtt, és Trey Lorenz Baby, I’m in Heaven című száma, ami Lorenz 1992-ben megjelent első albumára íródott, és később Selena is fel akarta énekelni, mielőtt 1995-ben meghalt.
Két kislemez jelent meg az albumról, a címadó dal, ami a Billboard R&B slágerlista 76. helyéig jutott és a You Take Me Places; nem sokkal később a Centipede is újra megjelent kislemezen.
A Koo Koo című dalt 1998-ban az N-TYCE együttes feldolgozta.

## Számlista
| #   | Cím                      | Szerzők                                    | Hossz |
| --- | ------------------------ | ------------------------------------------ | ----- |
| 1.  | What You Need            | Bryan Loren                                | 4:30  |
| 2.  | Play Your Game           | B. Loren                                   | 4:41  |
| 3.  | Yours Faithfully         | Eliot Kennedy, Pam Sheyne                  | 4:33  |
| 4.  | Get Back to You          | Ian Green, Michelle Lewis                  | 4:00  |
| 5.  | I Don’t Want to Lose You | Linda Creed, Thom Bell                     | 4:36  |
| 6.  | Fly Away                 | Michael Jackson                            | 4:45  |
| 7.  | You Take Me Places       | Gary Taylor                                | 4:48  |
| 8.  | Once in a Lifetime Love  | D. Cooper, B. Jackson, J. Preston, D. Shaw | 4:05  |
| 9.  | Baby, I’m in Heaven      | Keith Thomas, Trey Lorenz                  | 4:33  |
| 10. | Koo Koo                  | Antonina Armato, David Frank               | 4:16  |
| 11. | Centipede                | M. Jackson                                 | 5:55  |

## Kislemezek
- Yours Faithfully (1998. február 17.)
- You Take Me Places (1998. április 3.)
- Centipede (új kiadás; 1998. május 14.)